# Juan I de Brabante

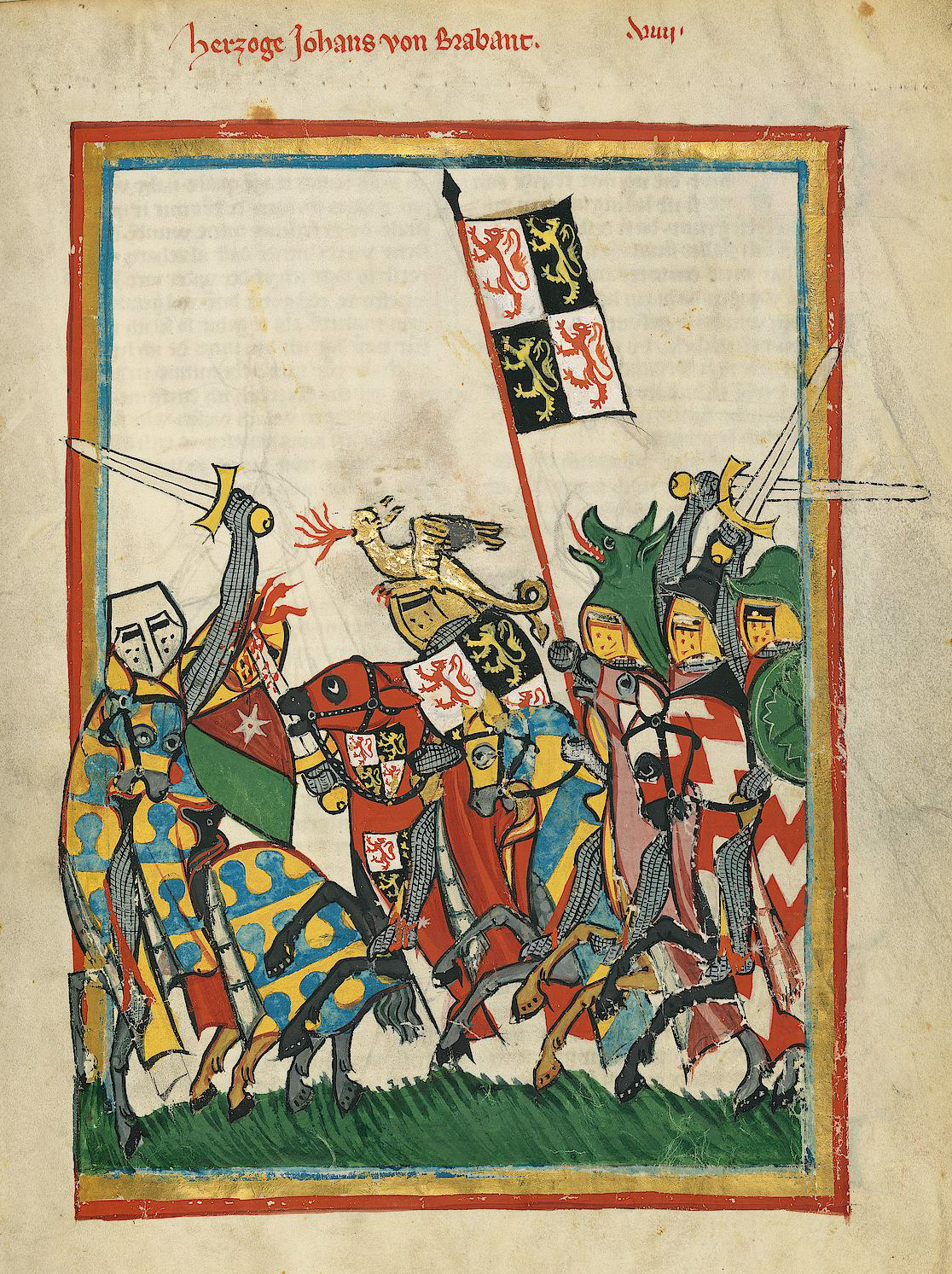
Juan I de Brabante en la batalla de Worringen. Miniatura del Codex Manesse.

Juan I de Brabante, llamado el Victorioso (Lovaina, 1253 - Bar-le-Duc, 3 de mayo de 1294), fue duque de Brabante desde 1267 y duque de Limburgo a partir de 1288 y hasta su muerte. Sucedió en el ducado a su hermano Enrique IV, quien renunció a la corona ducal al alcanzar la mayoría de edad. Fue hijo de Enrique III, duque de Brabante, y de Adelaida de Borgoña.

## Historia: Primeros años de gobierno
Al morir Enrique III en Lovaina (1261) dejaba cuatro hijos menores de edad cuya tutela fue motivo de disputas. El mayor de ellos, Enrique IV, presentaba además síntomas de agudo retraso mental, por lo que su madre, tutora por deseo de los brabanzones frente a las pretensiones de sus tíos, procuró transmitir el poder al segundo de los hermanos, Juan. Arnulfo, barón de Wesemael y almirante de Brabante, excluido del consejo, se declaró en favor de Enrique provocando disensiones entre los partidarios de uno y otro hermano.
Alcanzada la mayoría de edad, Adelaida convocó en Kortenberg a los representantes de las ciudades y los señoríos a una asamblea, celebrada el 23 de mayo de 1267, en la que Enrique renunció a todos sus derechos al ducado en favor de su hermano, retirándose luego a un monasterio en Dijon.
Juan buscó la aproximación a Francia, casando en 1269 con Margarita, hija de san Luis rey de Francia, muerta de parto sólo tres años después, y en 1274 propició el enlace de su hermana María con el rey Felipe III, defendiéndola de falsas acusaciones. Inmediatamente se unió al ejército levantado por su cuñado en defensa de los derechos de Alfonso de la Cerda frente a Sancho IV de Castilla. Más adelante, en 1285, participó también en la Cruzada de Aragón.

## Incorporación del ducado de Limburgo
En 1283, al morir sin descendencia Ermengarda, duquesa de Limburgo, el emperador Rodolfo I de Habsburgo decidió entregar el ducado en calidad de usufructo al viudo de Ermengarda, Reinaldo I de Güeldres. Se opuso a tal decisión Adolfo V de Berg, primo de Ermengarda, a quien según las leyes del país correspondía la herencia, pero surgieron también otros señores que reclamaban feudos situados en el interior del ducado por derecho de devolución, entre ellos el arzobispo de Colonia y el obispo de Lieja. No pudiendo hacer valer sus pretensiones por las armas, el conde de Berg vendió sus derechos al ducado a Juan I de Brabante, que inició su conquista. En la guerra por la sucesión del ducado se vieron involucrados varios de los estados vecinos, alargándose la contienda por espacio de cinco años. La guerra concluyó con la batalla de Worringen (junio de 1288), en la que murió Enrique VI, conde de Luxemburgo, aliado de Reinaldo de Güeldres, y el propio Reinaldo junto con el arzobispo de Colonia resultaron cautivos. La victoria permitió a Juan incorporarse el ducado de Limburgo al que renunció Reinaldo un año más tarde.

## Últimos años
Juan dedicó los últimos años de su vida a reformar la legislación del ducado, para lo que dictó la llamada Carta del país. Fue también poeta y se conocen de él nueve canciones transmitidas en el Codex Manesse, donde su nombre aparece como Herzoge Johans von Brabant.
En 1294 el conde Enrique III de Bar, de regreso de su boda con Leonor de Inglaterra, organizó solemnes fiestas y un torneo en el que participó Juan I, que era gran aficionado a las justas y había tomado parte en más de setenta a lo largo de su vida. Su adversario, Perrart de Bauffremont, lo hirió de una lanzada, a consecuencia de la cual murió a las pocas horas. De su segundo matrimonio con Margarita de Flandes, celebrado en 1273, dejaba un heredero, Juan II, y dos hijas: Margarita de Brabante, casada con Enrique VII de Luxemburgo, futuro emperador, y María, casada con Amadeo V de Saboya.